# 大阪総合福祉専門学校
大阪総合福祉専門学校（おおさかそうごうふくしせんもんがっこう）は、学校法人未来学園が運営する、大阪府大阪市にある専修学校である。募集人数は約40人。

## 沿革
- 1997年　2年制昼間の介護福祉士養成校として開校。
- 2006年　3年制に変更。介護福祉士に加え、社会福祉士主事の資格も取得可能なカリキュラムに改変。

校名変更「大阪摂津福祉専門学校」⇒「大阪総合福祉専門学校」
- 2013年3月　摂津市から大阪市北区本庄東へ移転
- 2014年4月　総合保育学科を新設

## 学科
- 総合福祉学科　3年制昼間　男女32名定員
- 総合保育学科　2年制昼間　男女32名定員
  - 選択コース　・アロマセラピー・カラーセラピー・お菓子コース・読み聞かせコース・恋愛心理コース・スポーツコース　
  - 取得可能資格：介護福祉士受験資格、社会福祉主事任用資格、社会福祉士受験資格（実務1年要）、保育士、認定ベビーシッター

## 所在地
- 〒531-0074　大阪府大阪市北区本庄東1-8-19